# Ray Johnson
Ray Johnson est un peintre et illustrateur américain avantgardiste, proche du pop art, de Fluxus et du mail art, né le 16 octobre 1927 à Détroit dans le Michigan et décédé le 13 janvier 1995.

## Biographie

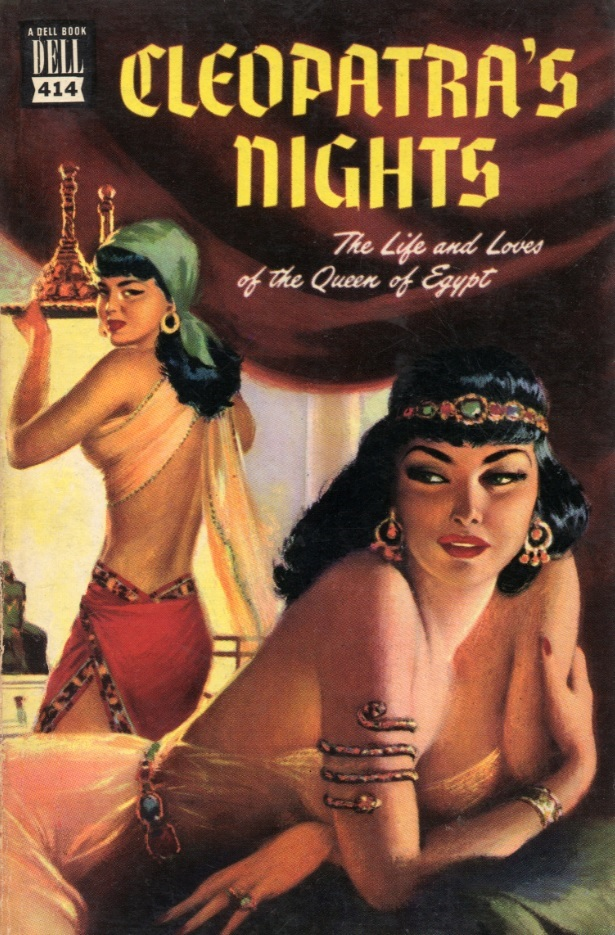
Couverture de Cleopatra's Nights par Ray Johnson, un travail alimentaire datant de 1950.

Durant sa jeunesse à Detroit, Johnson fréquente la Cass Technical High School se formant aux arts graphiques, et suit également des cours hebdomadaires au Detroit Art Institute. Il passe ses étés à dessiner à la Ox-Bow School située à Saugatuck (Michigan), une école affiliée au Chicago Art Institute. Johnson quitte Detroit après l'école, en 1945, pour s'inscrire dans une école radicalement progressiste, le Black Mountain College, en Caroline du Nord, où il reste trois ans.
Il fut un proche collaborateur de Bern Porter.
Il participe au Annual Avant Garde Festival of New York, festival de musique expérimentale organisée par Charlotte Moorman de 1963 à 1980.